# Stazione di Caltagirone (1892)
La stazione di Caltagirone era la stazione ferroviaria costruita a servizio della città di Caltagirone contestualmente alla ferrovia per Catania.

## Storia
La stazione di Caltagirone venne costruita quale capolinea terminale della ferrovia, di 3ª categoria, Caltagirone-stazione di Valsavoja progettata per collegare il Calatino alla città ed al Porto di Catania. La ferrovia era stata caldamente richiesta sin dal tempi del completamento della Messina-Siracusa in quanto ritenuta vitale per lo sviluppo dei traffici del vasto comprensorio. A tale scopo i comuni interessati si erano costituiti in consorzio a Caltagirone il 6 agosto 1877 elaborando e approvando un progetto. Il progetto trovò accoglimento e venne inserito tra le ferrovie da finanziare previste alla tabella C della legge Baccarini del 1879.
I lavori tuttavia iniziarono in ritardo rispetto alle previsioni: solo nel 1881 il ministro dei lavori pubblici diede incarico all'ingegnere capo del Genio civile di Catania di approntare uno studio apposito. Il Governo approvò lo stanziamento dei fondi necessari nel mese di ottobre 1881 ma con il contributo di un decimo delle spese a carico del consorzio. La concessione venne rilasciata anni dopo alla Società per le Strade Ferrate della Sicilia che avviò i lavori; questi procedettero piuttosto spediti, il primo tratto da Valsavoia a Scordia venne aperto a fine novembre 1889, l'intera linea fu inaugurata il 31 ottobre 1892 e con essa la stazione di Caltagirone. 
La stazione, essendo terminale della linea, venne dotata di rimessa delle locomotive con annesso dormitorio per il personale e di uffici per il telegrafo e il capostazione.
Nel 1911 venne approvata la costruzione della ferrovia da Caltagirone a Gela ma anziché prevederne il proseguimento a scartamento normale, con le stesse caratteristiche, venne autorizzata come ferrovia economica simile a quelle già in corso di costruzione (o in progetto) in Sicilia, cioè a scartamento ridotto. La stazione avrebbe avuto quindi un ampliamento e la modifica del fascio binari dal terzo binario in poi per la nuova direzione ma l'opera fu iniziata con lentezza estrema e non giunse a termine. 
Verso la fine degli anni venti del XX secolo la stazione di Caltagirone venne ristrutturata negli impianti perché raggiunta dalla linea proveniente da Piazza Armerina e Dittaino attivata nel 1930; questo fatto produsse un incremento del traffico viaggiatori. Nello stesso periodo venne istituita la sede della Dirigenza unica competente. Gli anni trenta portarono un mutamento nell'orientamento del governo nei riguardi delle costruzioni ferroviarie; si decise quindi di riconvertire a scartamento normale anche il progetto, solo in parte realizzato, del proseguimento per Gela e si progettò anche l'eventuale doppio scartamento della tratta fino a S. Michele di Ganzeria della linea per Canicattì, di cui era già stata costruita una prima sezione a scartamento ridotto e una, più prossima a Caltagirone, con opere d'arte a misura dello scartamento normale. Le nuove prospettive facevano intravedere per la stazione un salto di qualità; sarebbe divenuta infatti un nodo ferroviario importante ma lo scoppio della seconda guerra mondiale vanificò ogni progetto che venne accantonato in attesa di tempi migliori e vennero fermati anche i lavori in corso di esecuzione.
Nel dopoguerra ripresero, molto lentamente, i lavori per la costruzione della linea per Gela; la stazione continuò nel frattempo ad essere operativa per i due scartamenti fino al 2 febbraio 1965 quando venne disposta la dismissione della sezione del fascio binari a scartamento ridotto, con tutti gli impianti connessi, in seguito alla chiusura all'esercizio della linea fino a Piazza Armerina che era interrotta dal 1955 a causa di una frana che obbligava al trasbordo i viaggiatori.
La nuova stazione cominciò a prendere forma alla fine degli anni settanta in un'area a quota leggermente inferiore, circa 200 metri a sud della vecchia stazione, raggiunta da un tratto di linea in variante che evitava nel contempo un punto di frana che obbligava tutti i treni a fermarsi e procedere a passo d'uomo per qualche centinaio di metri e un passaggio a livello sulla strada statale. 
Alcuni mesi prima dell'inaugurazione del nuovo tronco Caltagirone-Gela la stazione venne dismessa e l'esercizio ferroviario trasferito nella nuova stazione.

## Strutture e impianti
Il fabbricato viaggiatori della stazione era costituito da un grosso edificio a due livelli a cinque luci nel senso della lunghezza e tre luci sulle facciate laterali. Adiacente ad esso sul lato ovest insisteva il fabbricato ad una elevazione dei servizi e degli uffici, tra cui quello del Dirigente unico. Procedendo nella stessa direzione si raggiungeva la rimessa delle locomotive a due binari con fossa da visita; alcune stanze adiacenti tale fabbricato servivano per la sosta del personale che vi pernottava alla fine dei servizi ferroviari in arrivo alla fine della giornata.
Sul fianco nord era presente una torre dell'acqua a due serbatoi cilindrici in ferro affiancati. Una carbonaia completava la dotazione del piccolo deposito.
Il fascio binari comprendeva due binari per servizio viaggiatori e un fascio di binari per servizio merci e di ricovero. La stazione era dotata di magazzino merci, di piano caricatore e di ponte a bilico per la pesatura dei carri merci.
In seguito all'arrivo della ferrovia a scartamento ridotto da Piazza Armerina nella stazione venne ampliato il fascio binari; vennero aggiunti un binario di arrivo e partenza dei treni a scartamento ridotto, un raddoppio per gli incroci, dei binari per la manovra e un piazzale merci con una piccola piattaforma girevole.
In seguito alla chiusura della linea per Piazza Armerina il piazzale a scartamento ridotto venne dismesso.

## Movimento

### Linea per Catania
Nel 1938 il movimento di treni viaggiatori nella stazione prevedeva l'arrivo di 5 treni di automotrici ALn 56 e di un treni omnibus da Catania e la partenza di un primo treno omnibus, al mattino, e di 5 treni di automotrici durante la giornata.
Nel 1964 i treni in arrivo da Catania erano 7 di cui 5 di categoria accelerato e uno di categoria diretto effettuati con automotrici e un treno di materiale ordinario con locomotiva a vapore. I treni in partenza verso Catania erano 6 di cui il primo, al mattino, era con carrozze e trazione a vapore e 5 con automotrici di cui una di categoria diretto.

### Linea per Piazza Armerina e Dittaino
Nel 1938 il traffico sulla linea di Piazza Armerina era molto ridotto: un solo treno misto al mattino che in circa 5 ore raggiungeva la stazione di Dittaino e un omnibus nel tardo pomeriggio limitato a Piazza Armerina (con una percorrenza di 2h 18m. In senso inverso, vi giungeva un treno misto al mattino da Piazza Armerina e un omnibus nel pomeriggio proveniente da Dittaino.
Il servizio era migliorato in seguito all'arrivo delle automotrici RALn 60; il quadro orario del 1964 riportava la partenza di 4 treni accelerati effettuati con automotrici di cui due raggiungevano Dittaino in circa 2h 50m e due erano limitati a Piazza Armerina (raggiunta in circa 1h 20m). I treni in arrivo dalla direttrice a scartamento ridotto erano 4 di cui 3 provenienti da Piazza Armerina e l'ultimo della sera da Dittaino..
Dal mese di febbraio del 1965 il servizio ferroviario a scartamento ridotto venne sostituito da autoservizio con partenza dal piazzale esterno della stazione fino al trasferimento nella nuova sede; nessun servizio tuttavia fu più previsto fino a Dittaino.

## Servizi
La stazione era dotata di:
- Bar
- Servizi igienici

## Interscambi
Nella stazione avveniva la coincidenza dei treni tra le due linee attestate nella stazione.
Sul piazzale esterno alla stazione sostavano gli autobus del servizio sostitutivo e del servizio urbano.